# Cytisus pseudoprocumbens
Cytisus pseudoprocumbens är en ärtväxtart som beskrevs av Markgr.. Cytisus pseudoprocumbens ingår i släktet kvastginster, och familjen ärtväxter. Inga underarter finns listade i Catalogue of Life.

## Bildgalleri

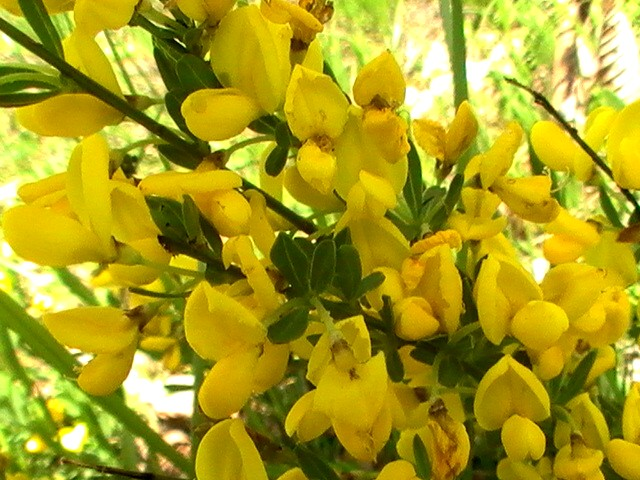